# Phalloceros caudimaculatus
La madrecita (Phalloceros caudimaculatus) es una especie de pez actinopeterigio de agua dulce, de la familia de los poecílidos. Se comercializa para su uso en acuariofilia.

## Biología
Son peces de pequeño tamaño habiéndose descrito una longitud máxima de 3,5 cm en machos y 6 cm en hembras, no tiene espinas en las aletas. Presenta dos variantes cromáticas, una con alta frecuencia en la naturaleza donde el cuerpo es entre plateado y amarillento, con una mancha negra en el centro del cuerpo debajo de la aleta dorsal, de lo que deriva su nombre de caudimaculatus, y otra muy frecuente en acuarismo donde cuerpo y aletas están cubiertos con una profusión de parches negros. Es una especie omnívora. Son ovovivíparos, después de 24 días de gestación nacen de 10 a 50 jóvenes.

## Distribución y hábitat
Se distribuye por ríos de la vertiente atlántica de América del Sur, desde Río de Janeiro (Brasil) al norte hasta Uruguay y Argentina al sur. Introducidos principalmente para el control de los mosquitos en Australia y Nueva Zelanda, se ha notificado un impacto ecológico adverso después de su introducción, habitando pantanos y desagües del área metropolitana de Perth (Australia).